# Rafał Adamus
Rafał Adamus – polski prawnik, radca prawny, profesor nauk społecznych w dyscyplinie nauki prawne, profesor nadzwyczajny Uniwersytetu Opolskiego, specjalista w zakresie prawa cywilnego.

## Życiorys
W 2002 na podstawie napisanej pod kierunkiem Antoniego Witosza rozprawy pt. Prawne zagadnienia sponsoringu otrzymał na Wydziale Prawa i Administracji Uniwersytetu Śląskiego stopień naukowy doktora nauk prawnych w zakresie prawa, specjalność: prawo cywilne. Tam też na podstawie dorobku naukowego oraz rozprawy naukowej uzyskał w 2011 stopień doktora habilitowanego nauk prawnych w zakresie prawa.
Został profesorem nadzwyczajnym na Wydziale Prawa i Administracji Uniwersytetu Opolskiego, w którym pełni funkcję kierownika Zakładu Prawa Gospodarczego, Handlowego i Upadłościowego.
Wykonuje zawód radcy prawnego.
W 2022 otrzymał tytuł profesora nauk społecznych w dyscyplinie nauki prawne.